# Campeonato Brasileiro de Futebol de 1983 - Série B
A sexta edição do Campeonato Brasileiro Série B de 1983 (quarta edição da Taça de Prata) teve participação de 48 equipes de todo o Brasil, e deu quatro vagas para a Taça Ouro (Série A) daquele ano. Esta edição foi vencida pelo Clube Atlético Juventus, e pelas regras do campeonato subiram também o: Guarani Futebol Clube de Campinas, Botafogo-SP de Ribeirão Preto, Uberaba Sport Club de Minas Gerais e o Americano Futebol Clube do Rio de Janeiro.

## Participantes
| Time                | Cidade                | UF                        | Participações |
| ------------------- | --------------------- | ------------------------- | ------------- |
| Alecrim             | Natal                 | Rio Grande do Norte       | 02            |
| América-MG          | Belo Horizonte        | Minas Gerais              | 04            |
| Americano           | Campos dos Goytacazes | Rio de Janeiro            | 04            |
| Atlético Goianiense | Goiânia               | Goiás                     | 03            |
| Bangu               | Rio de Janeiro        | Rio de Janeiro            | 02            |
| Bonsucesso          | Rio de Janeiro        | Rio de Janeiro            | 02            |
| Botafogo-SP         | Ribeirão Preto        | São Paulo                 | 04            |
| Campinense          | Campina Grande        | Paraíba                   | 05            |
| Ceará               | Fortaleza             | Ceará                     | 02            |
| Central             | Caruaru               | Pernambuco                | 05            |
| Coritiba            | Curitiba              | Paraná                    | 02            |
| CRB                 | Maceió                | Alagoas                   | 03            |
| Criciúma            | Criciúma              | Santa Catarina            | 04            |
| Esportivo           | Bento Gonçalves       | Rio Grande do Sul         | 01            |
| Fluminense de Feira | Feira de Santana      | Bahia                     | 02            |
| Grêmio Maringá      | Maringá               | Paraná                    | 03            |
| Guará               | Guará                 | Distrito Federal (Brasil) | 03            |
| Guarani             | Campinas              | São Paulo                 | 02            |
| Guarany             | Sobral                | Ceará                     | 04            |
| Guarapari           | Guarapari             | Espírito Santo (estado)   | 01            |
| Itabaiana           | Itabaiana             | Sergipe                   | 04            |
| Itumbiara           | Itumbiara             | Goiás                     | 02            |
| Londrina            | Londrina              | Paraná                    | 03            |
| Maranhão            | São Luís              | Maranhão                  | 03            |
| Nacional            | Manaus                | Amazonas                  | 02            |
| Novo Hamburgo       | Novo Hamburgo         | Rio Grande do Sul         | 04            |
| Operário-MS         | Campo Grande          | Mato Grosso do Sul        | 01            |
| Operário-MT         | Várzea Grande         | Mato Grosso               | 03            |
| Portuguesa          | São Paulo             | São Paulo                 | 02            |
| Remo                | Belém                 | Pará                      | 04            |
| River               | Teresina              | Piauí                     | 05            |
| São Bento           | Sorocaba              | São Paulo                 | 02            |
| Santa Cruz          | Recife                | Pernambuco                | 02            |
| Uberaba             | Uberaba               | Minas Gerais              | 04            |
| Vitória             | Salvador              | Bahia                     | 02            |
| Volta Redonda       | Volta Redonda         | Rio de Janeiro            | 03            |

### Por Federação
| Clubes | Federação                                                      |
| ------ | -------------------------------------------------------------- |
| 4      | Rio de Janeiro e São Paulo                                     |
| 3      | Paraná                                                         |
| 2      | Bahia, Ceará, GO, Minas Gerais, Pernambuco e Rio Grande do Sul |
| 1      | AL, AM, DF, ES, MA, MT, MS, PA, PB e PI, RN, SC e SE           |

## Regulamento
1ª Fase
Os 36 clubes previamente classificados são divididos em 6 clubes com 6 integrantes cada, estes disputam jogos apenas de ida, qualificando dois clubes para avançar à Segunda Fase(12 clubes)
2ª Fase
Os 12 clubes classificados da 1ª fase são divididos em 4 grupos de 3 integrantes. Os jogos são apenas de ida. O primeiro colocado de cada grupo obtém qualificação para disputar a 2ª Fase da Taça Ouro do presente ano, já o 2ª Colocado avança para a disputa das finais.
Oitavas de Final
Os 4 segundos colocados da segunda fase se juntam a 12 clubes vindos da Taça Ouro(rebaixados), e são dispostos em 8 confrontos eliminatórios em jogos de ida e volta.
Quartas de Final e Semifinal
As fases de 8/4 e 4/2, jogos de ida e volta eliminatórios. 
Final
Disputada em melhor de três, apontou o campeão da Taça de Prata de 1983

## Primeira Fase
| Pts – Pontos; J – Jogos; V - Vitória; E - Empates; D - Derrotas; GF – gols a favor; GC – gols contra; SG – Saldo de gols |

|  | Times Classificados para a Segunda Fase |

### Grupo A
| Times | Times    | Pts | J | V | E | D | GF | GC | SG |
| ----- | -------- | --- | - | - | - | - | -- | -- | -- |
| 1     | Maranhão | 8   | 5 | 3 | 2 | 0 | 7  | 3  | +4 |
| 2     | Guarany  | 7   | 5 | 3 | 1 | 1 | 9  | 5  | +4 |
| 3     | Nacional | 5   | 5 | 2 | 1 | 2 | 5  | 7  | -2 |
| 4     | River    | 5   | 5 | 1 | 3 | 1 | 7  | 7  | 0  |
| 5     | Ceará    | 3   | 5 | 0 | 3 | 2 | 2  | 5  | -3 |
| 6     | Remo     | 2   | 5 | 0 | 2 | 3 | 2  | 5  | -3 |

### Grupo B
| Times | Times      | Pts | J | V | E | D | GF | GC | SG  |
| ----- | ---------- | --- | - | - | - | - | -- | -- | --- |
| 1     | Santa Cruz | 9   | 5 | 4 | 1 | 0 | 10 | 0  | +10 |
| 2     | Central    | 6   | 5 | 3 | 0 | 2 | 9  | 3  | +6  |
| 3     | Campinense | 6   | 5 | 2 | 2 | 1 | 6  | 5  | +1  |
| 4     | Itabaiana  | 4   | 5 | 1 | 2 | 2 | 2  | 6  | -4  |
| 5     | Alecrim    | 4   | 5 | 1 | 2 | 2 | 5  | 11 | -6  |
| 6     | CRB        | 1   | 5 | 0 | 1 | 4 | 0  | 7  | -7  |

### Grupo C
| Times | Times               | Pts | J | V | E | D | GF | GC | SG  |
| ----- | ------------------- | --- | - | - | - | - | -- | -- | --- |
| 1     | Bangu               | 8   | 5 | 3 | 2 | 0 | 11 | 1  | +10 |
| 2     | Americano           | 6   | 5 | 3 | 0 | 2 | 7  | 5  | +2  |
| 3     | Guará               | 5   | 5 | 2 | 1 | 2 | 4  | 5  | -1  |
| 4     | Vitória             | 4   | 5 | 2 | 0 | 3 | 6  | 9  | -3  |
| 5     | Guarapari           | 4   | 5 | 2 | 0 | 3 | 6  | 11 | -5  |
| 6     | Fluminense de Feira | 3   | 5 | 1 | 1 | 3 | 4  | 7  | -3  |

### Grupo D
| Times | Times               | Pts | J | V | E | D | GF | GC | SG |
| ----- | ------------------- | --- | - | - | - | - | -- | -- | -- |
| 1     | Botafogo-RP         | 8   | 5 | 3 | 2 | 0 | 10 | 5  | +5 |
| 2     | Itumbiara           | 7   | 5 | 3 | 1 | 1 | 8  | 6  | +2 |
| 3     | Atlético Goianiense | 5   | 5 | 2 | 1 | 2 | 9  | 8  | +1 |
| 4     | Coritiba            | 4   | 4 | 1 | 2 | 1 | 5  | 7  | -2 |
| 5     | Grêmio Maringá      | 3   | 5 | 1 | 1 | 3 | 7  | 9  | -2 |
| 6     | Operário-VG         | 1   | 4 | 0 | 1 | 3 | 2  | 6  | -4 |

### Grupo E
| Times | Times         | Pts | J | V | E | D | GF | GC | SG |
| ----- | ------------- | --- | - | - | - | - | -- | -- | -- |
| 1     | Guarani       | 8   | 5 | 3 | 2 | 0 | 11 | 5  | +6 |
| 2     | Uberaba       | 7   | 5 | 3 | 1 | 1 | 8  | 4  | +4 |
| 3     | Operário-MS   | 6   | 5 | 2 | 2 | 1 | 12 | 5  | +7 |
| 4     | Bonsucesso    | 3   | 5 | 1 | 1 | 3 | 8  | 12 | -4 |
| 5     | Volta Redonda | 3   | 5 | 1 | 1 | 3 | 7  | 11 | -4 |
| 6     | América-MG    | 3   | 5 | 1 | 1 | 3 | 4  | 7  | -3 |

### Grupo F
| Times | Times         | Pts | J | V | E | D | GF | GC | SG |
| ----- | ------------- | --- | - | - | - | - | -- | -- | -- |
| 1     | Portuguesa    | 8   | 5 | 3 | 2 | 0 | 6  | 1  | +5 |
| 2     | Londrina      | 7   | 5 | 2 | 3 | 0 | 6  | 1  | +5 |
| 3     | Esportivo     | 6   | 5 | 2 | 2 | 1 | 5  | 3  | +2 |
| 4     | São Bento     | 4   | 5 | 1 | 2 | 2 | 5  | 7  | -2 |
| 5     | Novo Hamburgo | 4   | 5 | 0 | 4 | 1 | 5  | 8  | -3 |
| 6     | Criciúma      | 1   | 5 | 0 | 1 | 4 | 2  | 9  | -7 |

## Segunda Fase
| Pts – Pontos; J – Jogos; V - Vitória; E - Empates; D - Derrotas; GF – gols a favor; GC – gols contra; SG – Saldo de gols |

|  | Clubes Qualificados a disputar a Segunda Fase da Taça Ouro |
|  | Clube Classificados para a Semifinal                       |

### Grupo G
| Times | Times    | Pts | J | V | E | D | GF | GC | SG |
| ----- | -------- | --- | - | - | - | - | -- | -- | -- |
| 1     | Guarani  | 3   | 2 | 1 | 1 | 0 | 5  | 1  | +4 |
| 2     | Central  | 3   | 2 | 1 | 1 | 0 | 3  | 0  | +3 |
| 3     | Maranhão | 0   | 2 | 0 | 0 | 2 | 1  | 8  | -7 |

### Grupo H
| Times | Times      | Pts | J | V | E | D | GF | GC | SG |
| ----- | ---------- | --- | - | - | - | - | -- | -- | -- |
| 1     | Uberaba    | 2   | 2 | 1 | 0 | 1 | 8  | 6  | +2 |
| 2     | Guarany    | 2   | 2 | 1 | 0 | 1 | 7  | 6  | +1 |
| 3     | Santa Cruz | 2   | 2 | 1 | 0 | 1 | 3  | 6  | -3 |

### Grupo I
| Times | Times      | Pts | J | V | E | D | GF | GC | SG |
| ----- | ---------- | --- | - | - | - | - | -- | -- | -- |
| 1     | Americano  | 3   | 2 | 1 | 1 | 0 | 3  | 1  | +2 |
| 2     | Itumbiara  | 2   | 2 | 1 | 0 | 1 | 3  | 4  | -1 |
| 3     | Portuguesa | 1   | 2 | 0 | 1 | 1 | 3  | 4  | -1 |

### Grupo J
| Times | Times       | Pts | J | V | E | D | GF | GC | SG |
| ----- | ----------- | --- | - | - | - | - | -- | -- | -- |
| 1     | Botafogo-SP | 3   | 2 | 1 | 1 | 0 | 4  | 1  | +3 |
| 2     | Londrina    | 2   | 2 | 1 | 0 | 1 | 1  | 3  | -2 |
| 3     | Bangu       | 1   | 2 | 0 | 1 | 1 | 1  | 2  | -1 |

## Oitavas de Final
12 clubes vieram como eliminados na Primeira Fase(últimos dos 8 grupos) e nas Repescagens(4 disputas entre os 8 penúltimos) da Taça Ouro do presente ano:
| Clubes vindos da Taça Ouro    | Clubes vindos da Taça Ouro | Clubes vindos da Taça Ouro | Clubes vindos da Taça Ouro |
| ----------------------------- | -------------------------- | -------------------------- | -------------------------- |
| A: Moto Club                  | B: Joinville               | C: Galícia                 | D: Fortaleza               |
| E: Mixto                      | F: Rio Branco              | G: Brasília                | H: Treze                   |
| R1: Paysandu                  | R2: CSA                    | R3: Juventus               | R4: Ferroviário-CE         |
| Clubes vindos da Segunda Fase |                            |                            |                            |
| G: Central                    | H: Guarany                 | I: Itumbiara               | J: Londrina                |

| Datas       | Datas       | Time 1         | Placar | Placar | Time 2    | Total |
| ----------- | ----------- | -------------- | ------ | ------ | --------- | ----- |
| 13 de Março | 20 de Março | Ferroviário-CE | 1x0    | 1x3    | Londrina  | 2x3   |
| 13 de Março | 20 de Março | Moto Club      | 0x3    | 2x4    | Joinville | 2x7   |
| 13 de Março | 20 de Março | CSA            | 4x1    | 0x0    | Guarany   | 4x1   |
| 13 de Março | 20 de Março | Juventus       | 3x1    | 1x1    | Itumbiara | 4x2   |
| 13 de Março | 20 de Março | Paysandu       | 2x2    | 1x2    | Central   | 3x4   |
| 13 de Março | 20 de Março | Treze          | 3x2    | 0x3    | Brasília  | 3x5   |
| 13 de Março | 20 de Março | Galícia        | 5x2    | 0x1    | Fortaleza | 5x3   |
| 13 de Março | 20 de Março | Rio Branco     | 1x1    | 1x2    | Mixto     | 2x3   |

## Quartas de Final
| Datas       | Datas      | Time 1   | Placar | Placar | Time 2    | Total |
| ----------- | ---------- | -------- | ------ | ------ | --------- | ----- |
| 27 de Março | 2 de Abril | Galícia  | 2x3    | 1x2    | Juventus  | 2x7   |
| 27 de Março | 3 de Abril | Londrina | 0x1    | 0x1    | Joinville | 0x2   |
| 27 de Março | 3 de Abril | Mixto    | 1x3    | 1x4    | CSA       | 2x7   |
| 27 de Março | 3 de Abril | Brasília | 1x0    | 1x1    | Central   | 2x1   |

## Semifinal
| Datas       | Datas       | Time 1    | Placar | Placar | Time 2   | Total |
| ----------- | ----------- | --------- | ------ | ------ | -------- | ----- |
| 10 de Abril | 17 de Abril | Brasília  | 0x0    | 1x1    | CSA      | 1x1   |
| 10 de Abril | 17 de Abril | Joinville | 0x0    | 1x2    | Juventus | 3x3   |

- CSA classificado por ter a melhor campanha nas Quartas de Final.

## Finais
| 24 de abril de 1983 | CSA                                        | 3 – 1 | Juventus | Estádio Rei Pelé, Maceió (AL)                       |
|                     | Romel 41' · Zé Carlos 63' · Josenílton 76' |       | Ilo 86'  | Público: 14,765 Árbitro: Carlos Sérgio Rosa Martins |

- CSA: Adeildo; Humberto, Café, Dequinha e Zezinho; Ademir, Romel (Josenílton) e Jorge Siri; Américo, Zé Carlos (Veiga) e Jacozinho. Técnico: China.
- Juventus: Carlos; Nelson, Nelsinho, Nenê e Bizi; Paulo Martins, Gatãozinho (Gérson Andreotti) e César; Sidnei, Bira (Ilo) e Trajano. Técnico: Candinho.

| 1º de maio de 1983 | Juventus                               | 3 – 0 | CSA | Parque São Jorge, São Paulo (SP)             |
|                    | Gatãozinho 7' · Bira 78' · Trajano 82' |       |     | Público: 2,467 Árbitro: Arnaldo Cezar Coelho |

- Juventus: Carlos; Nelson, Deodoro, Nelsinho e Cardoso (Nenê); Paulo Martins, César e Gatãozinho; Sidnei, Ilo (Bira) e Trajano. Técnico: Candinho.
- CSA: Adeíldo; Humberto, Café, Dequinha e Zezinho; Ademir, Jorginho e Rômel (Josenílton); Américo, Zé Carlos e Jacozinho. Técnico: China.

| 3 de maio de 1983 | Juventus                 | 1 – 0 | CSA | Parque São Jorge, São Paulo (SP)          |
|                   | Paulo Martins 71' (pen.) |       |     | Público: 3,205 Árbitro: Luís Carlos Félix |

|  | Juventus | CSA |

| JUVENTUS:     |  |               |                               |     |
|               |  |               |                               |     |
| G             |  | Carlos        |                               |     |
| LD            |  | Nelson        |                               |     |
| Z             |  | Deodoro       |                               |     |
| Z             |  | Nelsinho      |                               |     |
| LE            |  | Bizi          |                               |     |
| M             |  | Paulo Martins | Penalizado com cartão amarelo |     |
| M             |  | César         | Penalizado com cartão amarelo |     |
| M             |  | Gatãozinho    |                               |     |
| A             |  | Sidnei        |                               |     |
| A             |  | Ilo           |                               | 68' |
| A             |  | Cândido       |                               | 83' |
| Substituição: |  |               |                               |     |
|               |  | Bira          |                               | 68' |
|               |  | Mário         |                               | 83' |
| Treinador:    |  |               |                               |     |
| Candinho      |  |               |                               |     |

| CSA:          |  |            |                               |     |
|               |  |            |                               |     |
| G             |  | Adeíldo    |                               |     |
| LD            |  | Humberto   |                               |     |
| Z             |  | Café       | Penalizado com cartão amarelo |     |
| Z             |  | Dequinha   | Penalizado com cartão amarelo |     |
| LE            |  | Cícero     |                               | 27' |
| M             |  | Ademir     | Penalizado com cartão amarelo |     |
| M             |  | Jorginho   | Penalizado com cartão amarelo |     |
| M             |  | Romel      |                               |     |
| A             |  | Américo    |                               |     |
| A             |  | Josenílton |                               |     |
| A             |  | Jacozinho  |                               |     |
| Substituição: |  |            |                               |     |
|               |  | Veiga      |                               | 27' |
| Treinador:    |  |            |                               |     |
| China         |  |            |                               |     |

## Classificação
| Tabela de classificação | Tabela de classificação | Tabela de classificação | Tabela de classificação | Tabela de classificação | Tabela de classificação | Tabela de classificação | Tabela de classificação | Tabela de classificação | Tabela de classificação |
| Time | Time                    | PG                      | J                       | V                       | E                       | D                       | GP                      | GC                      | SG                      |
| --- | ----------------------- | ----------------------- | ----------------------- | ----------------------- | ----------------------- | ----------------------- | ----------------------- | ----------------------- | ----------------------- |
| 1 | Juventus                | 14                      | 9                       | 6                       | 2                       | 1                       | 18                      | 7                       | +11                     |
| 2 | CSA                     | 11                      | 9                       | 4                       | 3                       | 2                       | 13                      | 11                      | +2                      |
| 3 | Joinville               | 9                       | 6                       | 4                       | 1                       | 1                       | 10                      | 4                       | +6                      |
| 4 | Brasília                | 7                       | 6                       | 2                       | 3                       | 1                       | 8                       | 5                       | +3                      |
| 5 | Central                 | 13                      | 11                      | 5                       | 3                       | 3                       | 17                      | 8                       | +9                      |
| 6 | Londrina                | 11                      | 11                      | 4                       | 3                       | 4                       | 10                      | 8                       | +2                      |
| 7 | Mixto                   | 3                       | 4                       | 1                       | 1                       | 2                       | 5                       | 9                       | -4                      |
| 8 | Galícia                 | 2                       | 4                       | 1                       | 0                       | 3                       | 8                       | 8                       | 0                       |
| 9 | Guarany                 | 10                      | 9                       | 4                       | 2                       | 3                       | 17                      | 15                      | +2                      |
| 10 | Itumbiara               | 10                      | 9                       | 4                       | 2                       | 3                       | 13                      | 14                      | -1                      |
| 11 | Ferroviário             | 2                       | 2                       | 1                       | 0                       | 1                       | 2                       | 3                       | -1                      |
| 12 | Fortaleza               | 2                       | 2                       | 1                       | 0                       | 1                       | 3                       | 5                       | -2                      |
| 13 | Treze                   | 2                       | 2                       | 1                       | 0                       | 1                       | 3                       | 5                       | -2                      |
| 14 | Paysandu                | 1                       | 2                       | 0                       | 1                       | 1                       | 3                       | 4                       | -1                      |
| 15 | Rio Branco-ES           | 1                       | 2                       | 0                       | 1                       | 1                       | 2                       | 3                       | -1                      |
| 16 | Moto Club               | 0                       | 2                       | 0                       | 0                       | 2                       | 2                       | 7                       | -5                      |
| 17 | Guarani                 | 11                      | 7                       | 4                       | 3                       | 0                       | 16                      | 6                       | +10                     |
| 18 | Botafogo-SP             | 11                      | 7                       | 4                       | 3                       | 0                       | 14                      | 6                       | +8                      |
| 19 | Uberaba                 | 9                       | 7                       | 4                       | 1                       | 2                       | 16                      | 10                      | +6                      |
| 20 | Americano               | 9                       | 7                       | 4                       | 1                       | 2                       | 10                      | 6                       | +4                      |
| 21 | Santa Cruz              | 11                      | 7                       | 5                       | 1                       | 1                       | 13                      | 6                       | +7                      |
| 22 | Bangu                   | 9                       | 7                       | 3                       | 3                       | 1                       | 12                      | 3                       | +9                      |
| 23 | Portuguesa              | 9                       | 7                       | 3                       | 3                       | 1                       | 9                       | 5                       | +4                      |
| 24 | Maranhão                | 8                       | 7                       | 3                       | 2                       | 2                       | 8                       | 11                      | -3                      |
| 25 | Operário-MS             | 6                       | 5                       | 2                       | 2                       | 1                       | 12                      | 5                       | +7                      |
| 26 | Esportivo               | 6                       | 5                       | 2                       | 2                       | 1                       | 5                       | 3                       | +2                      |
| 27 | Campinense              | 6                       | 5                       | 2                       | 2                       | 1                       | 6                       | 5                       | +1                      |
| 28 | Atlético Goianiense     | 5                       | 5                       | 2                       | 1                       | 2                       | 9                       | 8                       | +1                      |
| 29 | River                   | 5                       | 5                       | 1                       | 3                       | 1                       | 7                       | 7                       | 0                       |
| 30 | Guará                   | 5                       | 5                       | 2                       | 1                       | 2                       | 4                       | 5                       | -1                      |
| 31 | Nacional                | 5                       | 5                       | 2                       | 1                       | 2                       | 5                       | 7                       | -2                      |
| 32 | Coritiba                | 4                       | 4                       | 1                       | 2                       | 1                       | 5                       | 7                       | -2                      |
| 33 | São Bento               | 4                       | 5                       | 1                       | 2                       | 2                       | 5                       | 7                       | -2                      |
| 34 | Vitória                 | 4                       | 5                       | 2                       | 0                       | 3                       | 6                       | 9                       | -3                      |
| 35 | Novo Hamburgo           | 4                       | 5                       | 0                       | 4                       | 1                       | 5                       | 8                       | -3                      |
| 36 | Itabaiana               | 4                       | 5                       | 1                       | 2                       | 2                       | 2                       | 6                       | -4                      |
| 37 | Guarapari               | 4                       | 5                       | 2                       | 0                       | 3                       | 6                       | 11                      | -5                      |
| 38 | Alecrim                 | 4                       | 5                       | 1                       | 2                       | 2                       | 5                       | 11                      | +6                      |
| 39 | Grêmio Maringá          | 3                       | 5                       | 1                       | 1                       | 3                       | 7                       | 9                       | -2                      |
| 40 | Fluminense de Feira     | 3                       | 5                       | 1                       | 1                       | 3                       | 4                       | 7                       | -3                      |
| 41 | Ceará                   | 3                       | 5                       | 0                       | 3                       | 2                       | 2                       | 5                       | -3                      |
| 42 | Bonsucesso              | 3                       | 5                       | 1                       | 1                       | 3                       | 8                       | 12                      | -4                      |
| 43 | Volta Redonda           | 3                       | 5                       | 1                       | 1                       | 3                       | 7                       | 11                      | -4                      |
| 44 | América-MG              | 3                       | 5                       | 1                       | 1                       | 3                       | 3                       | 12                      | -9                      |
| 45 | Remo                    | 2                       | 5                       | 0                       | 2                       | 3                       | 2                       | 5                       | -3                      |
| 46 | Operário-VG             | 1                       | 4                       | 0                       | 1                       | 3                       | 2                       | 6                       | -4                      |
| 47 | Criciúma                | 1                       | 5                       | 0                       | 1                       | 4                       | 2                       | 9                       | -7                      |
| 48 | CRB                     | 1                       | 5                       | 0                       | 1                       | 4                       | 0                       | 7                       | -7                      |
| PG – Pontos ganhos; J – Jogos disputados; V - Vitórias; E - Empates; D - Derrotas; GP – Gols pró; GC – Gols contra; SG – Saldo de gols |                         |                         |                         |                         |                         |                         |                         |                         |                         |

Classificação
|  |                                                                      |
|  | Campeão e promovido a Série A de 1984                                |
|  | Vice-campeão                                                         |
|  | Subiram para a Série A de 1983, pois foram primeiros nos seus grupos |

## Campeão
| Campeão Brasileiro de 1983 (Série B) |
| São Paulo                            |
| ------------------------------------ |
| Clube Atlético Juventus (1º título)  |

## Artilharia
- 9 gols - Lima (Operário-MS)[5].